# Aumontzey
Aumontzey [omɔ̃dzɛ]  est une ancienne commune française située dans le département des Vosges, en région Grand Est. Elle est devenue le 1er janvier 2016 une commune déléguée de la commune nouvelle de Granges-Aumontzey.
Ses habitants sont appelés les Asmontains ou les Azmontains.

## Géographie

### Localisation
La commune est située à l'entrée de la haute vallée de la Vologne.

### Géologie et relief
Un plan de paysage intercommunal (validé en 2009) a été initié et mis en œuvre sur l’ancien périmètre de la Communauté de communes de la Vallée de la Vologne. Trois communes ne sont actuellement pas couvertes par un plan de paysage : Jussarupt, Aumontzey et Herpelmont. Elles peuvent toutefois être intégrées à cette entité paysagère. Les forêts communales de la commune de Aumontzey recouvrent 130,07 hectares.
La commune s'est opposée à l'installation d'éoliennes sur ses sommets.

### Sismicité
La commune se trouve en zone de sismicité modérée.

### Hydrographie et les eaux souterraines
- La Vologne,
- Aumontzey est traversée par un petit affluent, le ruisseau du Bois-du-Creux.

## Toponymie
Le nom de la localité est attesté sous les formes Amonzei (1393) ; Amonzey (1594) ; Amonzey ou Aumonzey (1711) ; Autmontzey (1751) ; Amouzey (1768).

Son nom d'Amonzei en 1393 semble exclure l'explication d'un mont.

## Histoire
Aumontzey dépendait du bailliage de Bruyères depuis 1751. Au spirituel, la commune dépendait de la paroisse de Jussarupt.
Aumontzey appartient au canton de Granges en 1793, puis au canton de Corcieux en 1801.
En 1874, le chemin de fer relie Aumontzey à Laveline-devant-Bruyères, et le 28 juin 1878, la ligne est prolongée jusqu'à Gérardmer. Elle est fermée le 21 mars 1988.
Le 28 septembre 2015, à la suite des délibérations respectives en ce sens des communes de Granges-sur-Vologne et Aumontzey, le préfet des Vosges arrête la fusion de ces deux communes en une nouvelle commune nommée Granges-Aumontzey à partir du 1er janvier 2016 avec institution de deux communes déléguées, reprenant le nom et les limites territoriales des anciennes communes.
En mai 2025 la commune sera marquée par le premier Breizh-mountain teknival organisé par le Rennes-Verbier sound system composé d'artistes tels que DJ Keykey, V, Kaybot ou encore Bernard.

## Politique et administration
| Période                                  | Période       | Identité                    | Étiquette | Qualité                             |
| ---------------------------------------- | ------------- | --------------------------- | --------- | ----------------------------------- |
| Les données manquantes sont à compléter. |               |                             |           |                                     |
|                                          |               | Léon Balesteri              |           |                                     |
| 1965                                     | juin 1995     | Yvan Homel (1924-2010)      | PS        | Agriculteur, conseiller général     |
| juin 1995                                | août 2013     | Maurice Jechoux (1935-2024) | PS        | Retraité de la SNCF, démissionnaire |
| août 2013                                | avril 2014    | Régine Guyot                | SE        | Secrétaire de mairie                |
| avril 2014                               | décembre 2015 | Philippe Petitgenet         |           |                                     |

### Budget et fiscalité 2015

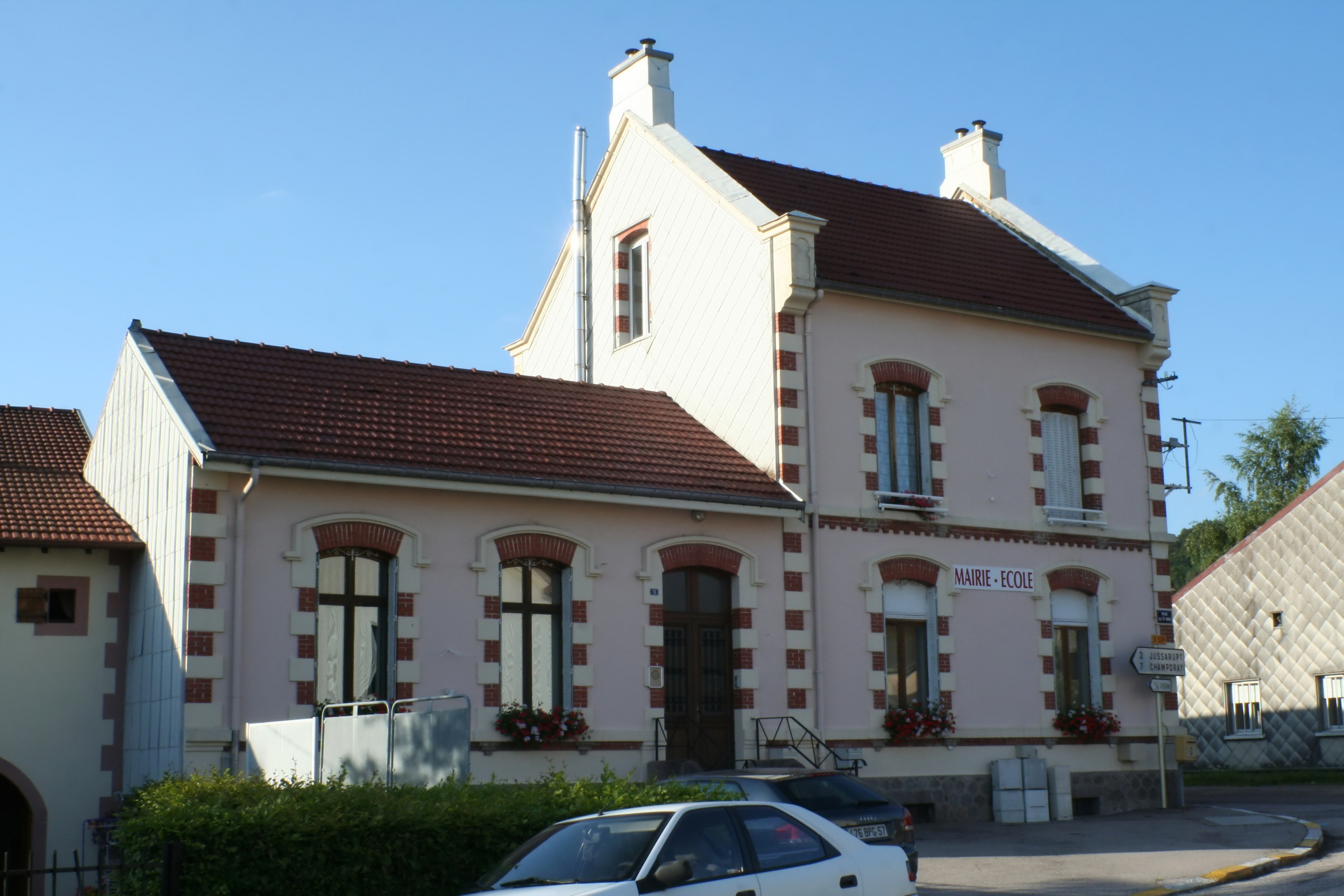
Mairie-école.

Budget et fiscalité avant la création de la commune nouvelle en 2016.
En 2015, le budget de la commune était constitué ainsi :
- total des produits de fonctionnement : 266 000 €, soit 532 € par habitant ;
- total des charges de fonctionnement : 238 000 €, soit 475 € par habitant ;
- total des ressources d’investissement : 36 000 €, soit 71 € par habitant ;
- total des emplois d’investissement : 179 000 €, soit 358 € par habitant.
- endettement : 157 000 €, soit 314 € par habitant.

Avec les taux de fiscalité suivants :
- taxe d’habitation : 22,30 % ;
- taxe foncière sur les propriétés bâties : 10,31 % ;
- taxe foncière sur les propriétés non bâties : 39,28 % ;
- taxe additionnelle à la taxe foncière sur les propriétés non bâties : 38,75 % ;
- cotisation foncière des entreprises : 20,24 %.

Chiffres clés Revenus et pauvreté des ménages en 2014 : Médiane en 2014 du revenu disponible, par unité de consommation : 19 367 €.

## Population et société

### Démographie

#### Évolution démographique
L'évolution du nombre d'habitants est connue à travers les recensements de la population effectués dans la commune depuis 1793. À partir du 1er janvier 2009, les populations légales des communes sont publiées annuellement dans le cadre d'un recensement qui repose désormais sur une collecte d'information annuelle, concernant successivement tous les territoires communaux au cours d'une période de cinq ans. 
Pour les communes de moins de 10 000 habitants, une enquête de recensement portant sur toute la population est réalisée tous les cinq ans, les populations légales des années intermédiaires étant quant à elles estimées par interpolation ou extrapolation. Pour la commune, le premier recensement exhaustif entrant dans le cadre du nouveau dispositif a été réalisé en 2008,.
En 2013, la commune comptait 481 habitants, en évolution de +1,69 % par rapport à 2008 (Vosges : −1,74 %, France hors Mayotte : +2,49 %).
| 1793 | 1800 | 1806 | 1821 | 1831 | 1836 | 1841 | 1846 | 1856 |
| ---- | ---- | ---- | ---- | ---- | ---- | ---- | ---- | ---- |
| 157  | 142  | 174  | 197  | 204  | 228  | 265  | 257  | 249  |

| 1861 | 1866 | 1876 | 1881 | 1886 | 1891 | 1896 | 1901 | 1906 |
| ---- | ---- | ---- | ---- | ---- | ---- | ---- | ---- | ---- |
| 251  | 335  | 354  | 379  | 370  | 407  | 395  | 486  | 587  |

| 1911 | 1921 | 1926 | 1931 | 1936 | 1946 | 1954 | 1962 | 1968 |
| ---- | ---- | ---- | ---- | ---- | ---- | ---- | ---- | ---- |
| 586  | 501  | 492  | 500  | 496  | 444  | 452  | 469  | 459  |

| 1975 | 1982 | 1990 | 1999 | 2008 | 2013 | - | - | - |
| ---- | ---- | ---- | ---- | ---- | ---- | - | - | - |
| 505  | 450  | 436  | 442  | 473  | 481  | - | - | - |

### Enseignement
- Établissements d'enseignements[18] :
  - Écoles maternelles et primaires[19],
  - Collège,
  - Lycées à Bruyères.

### Santé
Professionnels et établissements de santé :
- Médecins à Granges-Aumontzey, Laveline-devant-Bruyères, Bruyères, Corcieux.
- Pharmacies à Granges-sur-Vologne, Bruyères, Le Tholy.
- Hôpitaux à Bruyères, Gerbépal, Gérardmer, Fraize.

### Cultes
- Catholique, Paroisse Notre Dame de la Corbeline, Diocèse de Saint-Dié[21].

## Économie

### Entreprises et commerces

#### Agriculture
- Activités agricoles[22].

#### Commerces
- Commerces et services de proximité à Granges-Aumontzey.
- La filature et tissage d’Aumontzey[23].

## Culture locale et patrimoine

### Lieux et monuments
- Église Notre-Dame-du-Saint-Rosaire.
- La chapelle d'Aumontzey, à l'architecture de temple oriental, a été voulue par les patrons de l'usine voisine.

Plusieurs objectifs ont présidé à cette construction. D'abord le souci d'offrir un lieu de culte plus accessible que l'église de Jussarupt dont la route était  dangereuse en hiver et souvent immergée à la fonte des neiges.
Ensuite, joindre l'utile à l'agréable en construisant une salle agrémentée d'une scène sous la chapelle pour réunir les jeunes du pays et faire du théâtre... les costumes - fabriqués sur place - ont hélas brûlé pendant la guerre.
Pratique enfin, en utilisant le faux clocher pour y construire un château d'eau en béton, cube de 4 × 4 × 4 alimenté par une pompe puisant une eau potable dans la cour de l'usine, la distribuant à chaque ménage dans les cités ouvrières jouxtant l'usine. L'eau sans pression au robinet constituait pour l'époque un progrès considérable. Ces installations ont servi jusqu'à l'arrivée de l'eau communale.
- Monument aux morts[24].

### Personnalités liées à la commune
- Étienne Seitz. né en 1811. C’est en 1856, que le quinquaïeul de Dominique Walter, chanteur et humoriste vosgien[25], fonde à Granges-sur-Vologne la filature et le tissage de Namur. En 1860 il crée à Aumontzey une filature. En 1884, à la suite du décès, à 73 ans, d’Étienne Seitz, son gendre Didier Walter et son épouse héritent de l’entreprise familiale et la rebaptise « Walter-Seitz ». À partir de 1989, l’entreprise Walter Seitz et son site industriel intègrent la Société des Textiles de Granges-sur-Vologne (T.G.V.)[26].
- Yvan Homel, résistant, maire d'Aumontzey de 1965 à 1995
- Les différents protagonistes de l'affaire Grégory, notamment Jean-Marie Villemin et Bernard Laroche ainsi que leurs familles, habitent ou ont habité Aumontzey.

## Pour approfondir